# Seleção Emiradense de Rugby Union
A Seleção Emiradense de Rugby Union é a equipe que representa os Emirados Árabes Unidos em competições internacionais de Rugby Union. 

## Ligações Externas
- http://rugbydata.com/unitedarabemirates